# أنو عشرة ليمون
أنو عشرة ليمون مغارة بجرجرة في الجزائر . يبلغ طولها 323 متر (1,060 قدم).